# Imielno (gromada)
Imielno – dawna gromada, czyli najmniejsza jednostka podziału terytorialnego Polskiej Rzeczypospolitej Ludowej w latach 1954–1972.
Gromady, z gromadzkimi radami narodowymi (GRN) jako organami władzy najniższego stopnia na wsi, funkcjonowały od reformy reorganizującej administrację wiejską przeprowadzonej jesienią 1954 do momentu ich zniesienia z dniem 1 stycznia 1973, tym samym wypierając organizację gminną w latach 1954–1972.
Gromadę Imielno z siedzibą GRN w Imielnie utworzono – jako jedną z 8759 gromad na obszarze Polski – w powiecie jędrzejowskim w woj. kieleckim, na mocy uchwały nr 13b/54 WRN w Kielcach z dnia 29 września 1954. W skład jednostki weszły obszary dotychczasowych gromad Imielno, Helenów, Jakubów, Sobowice i Dzierszyn (bez kolonii Rajchotka) ze zniesionej gminy Mierzwin w tymże powiecie. Dla gromady ustalono 26 członków gromadzkiej rady narodowej.
31 grudnia 1961 do gromady Imielno przyłączono wsie Bełk i Mierzwin oraz kolonie Kwasków, Leonów i Szczery Bór ze zniesionej gromady Mierzwin.
31 grudnia 1962 do gromady Imielno przyłączono kolonię Rajchotka z gromady Raków w tymże powiecie.
1 stycznia 1969 do gromady Imielno przyłączono obszar zniesionej gromady Motkowice; z gromady Imielno wyłączono natomiast wsie Bełk i Mierzwin, włączając je do gromady Opatkowice w tymże powiecie.
Gromada przetrwała do końca 1972 roku, czyli do kolejnej reformy gminnej. 1 stycznia 1973 utworzono gminę Imielno.